# Антиземля
Антиземля́ (Антихтон, Глорія, Гор) — гіпотетичне тіло Сонячної системи, яке обертається з протилежного боку Сонячної системи відносно Землі. 
Антиземля була вперше гіпотезована досократівським грецьким філософом Філолаєм (близько 470 — близько 385 рр. до н. е.) під терміном Антихтон (грец. Ἀντίχθων) для обґрунтування його негеоцентричної космології, в якій усі об’єкти у Всесвіті обертаються навколо «Центрального Вогню» (невидимого із Землі й відмінного від Сонця, яке також обертається навколо нього).
Антиземлею у сучасну епоху називають гіпотетичну планету, яка завжди перебуває з протилежного боку Сонця відносно Землі. Антиземля часто фігурує у заявах про НЛО, а також у художній літературі (особливо у науковій фантастиці).

## Грецький піфагорійський всесвіт
Астрономічна система, що передбачає обертання Землі, Місяця, Сонця, планет і невидимої «Антиземлі» навколо невидимого «Центрального Вогню», була розроблена у V столітті до н.е. і приписується піфагорійському філософу Філолаю. Всесвіт Філолая «зрушував Землю з центру космосу» і дав розуміння, що «видимий рух небесних тіл» здебільшого пояснюється «справжнім рухом спостерігача», тобто Землі.
У системі Філолая Земля і Антиземля оберталися навколо невидимого Центрального Вогню кожні 24 години, тоді як Місяць робив місячний оберт, а Сонце — річний. Саме швидкий рух Землі повз повільніше рухоме Сонце створював на Землі видимість сходу і заходу Сонця. Далі від Центрального Вогню рух планет був ще повільніший, а найвіддаленіше «небесне тло» (зорі) залишалося, ймовірно, нерухомим.

### Антиземля
Разом із Центральним Вогнем «таємнича» Антиземля (Antichthon) була іншим небесним тілом, невидимим з Землі. Арістотель описував її як «іншу Землю», з чого дослідник грецької філософії Джордж Бьорч робив висновок, що вона мала бути схожою за розміром, формою й складом на Землю. Деякі вчені (наприклад, астроном Йоган Людвіг Еміль Дреєр) вважали, що Філолай розміщував її на орбіті так, щоб вона завжди перебувала між Землею та Центральним Вогнем. Однак Бьорч стверджував, що Філолай мусив уявляти її обертання по іншому боці від Вогню відносно Землі. Оскільки «анти» означає «протилежне», а протилежним можна бути лише щодо Центрального Вогню, випливає, що Антиземля мала обертатися на 180 градусів від Землі.

## Астрофізика
Гіпотетичне тіло, що знаходиться в точці L3, впливало б своєю гравітацією на орбіти інших планет. Вплив тіла розміром близько 150 км і більше був би достатньо сильним, щоб його було помітно.
У 2007 році була запущена пара супутників STEREO; їх орбіти на початковій стадії роботи дозволяли безпосередньо спостерігати область точки L3. Жодних об'єктів там не було виявлено.
До результатів зондування були теорії на підтримку існування цієї гіпотетичної планети, наприклад, астронома К. П. Бутусова, який називав її «Глорія». Він помічав, що відомі астрономи XVII—XVIII ст. неодноразово спостерігали невідомий об'єкт біля Венери, розміром приблизно з 1/3 її розміру, який приймали за її супутник; пізніше це трактувалося як гіпотетична Антиземля, яка має гравітаційні коливання орбіти. Однак, спостережуваний об'єкт виглядав як «якесь серпоподібне тіло». А для спостерігача з Землі гіпотетична «Антиземля» може відбивати Сонячне світло тільки повним диском.
Із законів гравітаційної взаємодії випливає, що стійке положення космічного тіла відносно системи Сонце-Земля можливе лише в точках Лагранжа L4 L5. Сонце, Земля та тіло, що перебуває в цій точці, повинні утворювати вершини рівностороннього трикутника. Рівновага ж у точці L3 нестійка, і тіло, що там перебуває, за короткий за астрономічними масштабами час має покинути цю область простору.

## У фантастиці
Американська серія коміксів «Близнючки-Землі» (1952—1963) описує антиземлю під назвою Терра, чиї технологічно розвиненіші за землян жителі відвідують Землю. Джон Норман створив серію романів еротичної фантастики про планету-антиземлю Гор, яку інопланетяни населили представниками різних історичних земних культур.
У кайджю-фільмі 1969 року «Ґамера проти Гуйрона» антиземля під назвою Терра постраждала від нападу інопланетян і туди потрапляють двоє земних дітей, яких рятує захисниця Землі, велетенська черепаха Ґамера. В серіалі «Доктор Хто» антиземля під назвою Мондас була батьківщиною кіберлюдей, як це показано в епізоді «Десята планета» 1966 року.
Антиземля згадується в романі українського письменника Олеся Бердника «Стріла часу» (1960). Ця планета під назвою Наа, чия рідна зоря згасла, прибуває до Сонячної системи та розташовується на тій же орбіті, що й Земля. Її утопічне населення потім утворює з людьми союз.